# Louis Angely
Louis Angely (teljes nevén: Louis Jean Jacques Angely;  (Lipcse, 1787. február 1.  – Berlin, 1835. november 16.) német színész és vígjátékíró.

## Életpályája
Lipcsében született egy francia kántor, Jean Georges Louis Angely és felesége, Jeanne Marie gyermekeként. 1808-ban lépett először színpadra Stettinben. Később Rigában, Revalban és majd 1826-tól  Oroszországban, Szentpétervárban lépett fel. 1828-tól a berlini Königstädter Theaterben lépett fel. 
1830-ban visszavonult a színpadi szerepléstől és a továbbiakban főleg színdarabok írásának szentelte magát. 
Vígjátékai, amelyeket nagyrészt francia darabok felhasználásával írt, népszerűek voltak, bár nem irodalmi értékűek. Darabjait halála után összegyűjtötték: Vaudevilles und Lustspiele (2. kiad. 1842, 4 köt.) és Neuestes komisches Theater (1836-41, 3 köt.). 

## Emlékezete
A berlini Oranienburger Vorstadtban a francia református közösség temetőjében (Liesenstrasse) nyugodott.

## Művei
- Die Schneider-Mamsells (1824)
- Thérèse oder die Waise aus Genf (1824)
- Dover und Calais, oder Partie und Revange (Vaudeville 2 felvoásban, 1825)
- Schüler-Schwaenke oder Die kleinen Wilddiebe (1825)
- Sieben Mädchen in Uniform (1825)
- Das Fest der Handwerker (Uraufführung 1828)
- Der hundertjährige Greis (1828)
- List und Phlegma (1832)
- Paris in Pommern. Die seltsame Testamentsklausel
- Die Reise auf gemeinschaftliche Kosten
- Die Hasen in der Hasenheide
- Die beiden Hofmeister
- Wohnungen zu vermieten
- Das Ehepaar aus der alten Zeit
- Die Schwestern
- Der Dachdecker
- Vaudevilles und Lustspiele. (4 kötetben. Berlin: Cosmar und Krause (1828–1842)
- Neuestes komisches Theater.